# Juan González de Criptana
Juan (González) de Criptana o de Critana (Villarrubia de Santiago, ¿1550?-Madrid, d. de 1613) fue un fraile agustino, biógrafo y escritor español.

## Biografía
Poco se sabe sobre él. Era natural de Villarrubia de Santiago (o de Villarrubia de los Ojos, según José Sanz y Sanz), aunque por su apellido se infiere que debía tener alguna relación con la localidad próxima de Campo de Criptana. 
Fueron sus padres Fernando de Soria y Ana Lupesia. Ingresó en la Orden de San Agustín hacia 1572, recibió el hábito de manos de Fray Alonso de la Veracruz y profesó en San Felipe el Real de Madrid (26 de mayo de 1573). Estudió en Alcalá de Henares y en Salamanca, donde, como él mismo afirmó, fue discípulo de su compañero de orden fray Luis de León, y también de Diego de Tapia y Alfonso de Villanueva; en sus obras se llama solo predicador, maestro y capellán del Duque de Lerma; pero fue también prior del convento de Carbajales en 1589 y después su vida transcurrió casi enteramente en los conventos de Madrid y de Valladolid, en este último entre 1596 y 1607 con algunas interrupciones. Debió morir poco después de 1613, siendo conventual en San Felipe de Madrid.
La Inquisición prohibió sus Horas de Nuestra Señora, pero el autor la corrigió y la volvió a publicar en 1599 con el título de Oratorio Santo; sin embargo el Santo Oficio volvió a encontrar trazas de heterodoxia y el 29 de mayo de 1600 la mandó recoger otra vez. De nuevo enmendó el autor la obra, esta vez definitivamente, y la publicó en Valladolid con el título de El Perfecto Cristiano para levantar el espíritu a Dios (1601) con un éxito notable, pues en 1787 ya contaba seis ediciones con ese título, aunque puede que hubiera algunas más desconocidas. La obra se divide en dos partes y recoge los siete Salmos penitenciales, el Oficio de Nuestra Señora y muchas oraciones para las diversas partes del día y los siete días de la semana; la oración de San Agustín escrita durante el cerco de Hipona, la de Santa Matilde, versos de San Gregorio, etc. Escribió además dos biografías, la de San Agustín y la de San Nicolás de Tolentino, y además un compendio de las vidas de los frailes más destacados de su orden que quedó inédito entre otras obras de carácter místico y devoto. También se le recuerda por un singular tratado contra las comedias incluso en su Tercera parte del confesionario, impresa en 1610.
Este tratado es ciertamente extenso y se articula en cinco partes. No pretende el autor que se suspendan las representaciones de comedias, sino 
que se reformen, de modo que:
«Lo que se representare sea de cosas morales y de historia doctrinal maravillosa con dichos y hechos graciosos, circunstanciado todo, como queda dicho; que la representación podrá ser sólo las fiestas por la tarde, y que no anden compañías de hombres y mugeres por el Reyno, sino que la de la Corte se esté en la Corte y la de Toledo en Toledo, para que el representante atienda a su oficio entre semana, como lo hacían en sus principios Lope de Rueda, y Navarro y Cisneros, aunque después comenzaron a juntarse en Compañías y andarse de pueblo en pueblo. Que no saquen vestidos tan costosos, ni invenciones de trages, ni representen mugeres y, si representasen, sea con vestido honesto y nunca se vistan de hombres. Porque quitar del todo la representación no conviene ni es necesario, porque se han resumido y cifrado en ella todos los entretenimientos de la república buenos y malos, y assi tiene de todo y consiguientemente necesidad de reformación.»
Más adelante: «No sé que haya hombre de razón que diga que es bueno que todos los días de la semana y de todo el año vaya el pueblo a pendón herido a oír comedias, cebados del deleite sensual que los trae los sentidos ocupados, y encantadas las potencias, y engañado el gusto, y el juicio de la razón, con las músicas, con los bailes, con las invenciones y las fábulas, con el verso limado y la maraña y la razón aguda, con el donaire y el traje y el buen talle dellos y dellas.»

## Obras
- Aprobación del libro de Fray Bartolomé Jiménez Patón: «El Perfecto predicador». San Felipe el Real a 15 de noviembre de 1580.
- Catálogo de algunos de los Frailes Agustinos más ilustres en letras y dignidad que han salido de esta antiquísima planta de la Orden de los Ermitaños que plantó S. Agustín nuestro Padre, dando siempre olor del árbol de do proceden, disputando contra herejes, escribiendo y predicando y gobernando en la Iglesia Católica. Ms. Madrid, Biblioteca Nacional; hay otros dos manuscritos en el Convento de Agustinas Recoletas de la Encarnación y en el Colegio de Orden en Valladolid.
- Compendio Historial. De como el gran Patriarca de las Religiones san Agustín N. P. Obispo de Hypponia, y luz de los Doctores de la Iglesia, viuio vida Monastica, y fundo la sagrada Religión de los Frayles Hermitaños, y de su antigüedad, y continuación. Con una traducion de la Regla en Romance. Por... al ilustrissimo Cardenal don Bernardo de Rojas y Sandoual Arçobispo de Toledo, y Primado de las Españas. Valladolid: Luys Sanchez, 1604 y Anturpiae: Hieronimum Verdussem, 1612.
- Confesiones del muy venerable Padre Fray Alonso de Orozco, impresas por... de la misma Orden. A Don Francisco Henrique Henríquez. Valladolid: Juan de Bostillo, 1601.
- Despertador del alma dormida para orar a Dios, y despertar al hombre del sueño en que está. Madrid: Miguel Serrano, 1613.
- El Perfecto cristiano para levantar el espíritu a Dios. Valladolid, 1601; Valladolid, 1603; Cádiz, 1648; Madrid, 1649; Madrid: Melchor Sánchez, 1663; Madrid, 1787.
- Excelencias de la Religión Cristiana. Ms.
- Forma breve de rezar con los misterios de la vida, pasión y glorificación de Jesu Christo Nuestro Señor y de su Madre Santisima la Virgen Nuestra Señora. 1611.
- Las excelencias de la misa. Lleva al cabo una Canción muy devota a Christo Nuestro Señor estando en la Santísima Cruz. Madrid: Alonso Martín, 1611.
- Libro de la Archicofradía de la Cinta de S. Agustín, y Santa Mónica, y de las Indulgencias y priuilegios que gozan los Cofrades della, y de su fundación y Bulas. Con un Compendio historial, de como N. P. San Agustin viuio vida Monastica, y fundo la Orden de los Frayles Ermitaños: Por... al Duque de Lerma. Valladolid: Luys Sánchez, 1604.
- Mallens haereticorum. Ms.
- Manual de Jesús María con una carta de Christo al alma devota. Valladolid: Andrés Méndez, 1604.
- Oratorio santo para loar a Dios y a su bendita Madre en las Siete Horas que los eclesiásticos le loan, con los Siete Salmos Penitenciales y las quatro pasiones, todo paraphraseado en Romance. A la Serenissima Infanta de España Doña Isabel Clara Eugenia. Valladolid: Juan de Bostillo y Gaspar Hernández, 1599; hubo una edición anterior desconocida a la que se alude en los preliminares. Prohibido en el Índex de 1667.
- Regla de la Archicofradia de la Cinta de N. P. S. Agustín y Santa Mónica. Sacada de la que ordenó el Papa Gregorio XIII en Nuestra Señora de Consolación de Bolonia.
- Silvam comparationum vel similium per Alphabetum locorum communium predicatores utilissimae ex Sanctis Patribus aliisque Doctoribus decerptarum. Valladolid: Juan Godínez, 1608; Coloniae Agripinae: Ioannem Crithium, 1611.
- Tercera parte del Confessonario. Del uso bueno y malo de las comedias y de su desengaño; y como se deben permitir, y como no. Madrid: Alonso Martín, 1610.
- Vida de San Nicolás de Tolentino. Ms.